# Grupa BPS
Grupa Banku Polskiej Spółdzielczości S.A. (Grupa BPS) jest największym zrzeszeniem banków spółdzielczych w Polsce. Zrzeszenie tworzą Bank Polskiej Spółdzielczości S.A. (Bank BPS) jako bank zrzeszający oraz działające na terenie całego kraju zrzeszone banki spółdzielcze. Zrzeszone instytucje oferują  zakres usług finansowych dla klientów indywidualnych, firm, samorządów oraz rolników, specjalizując się w dostosowywaniu oferty do potrzeb lokalnych społeczności. Grupa BPS oferuje też usługi finansowe w zakresie faktoringu i leasingu oraz funduszy inwestycyjnych.
Suma bilansowa Banku BPS i zrzeszonych Banków Spółdzielczych wyniosła na koniec grudnia 2023 r. ponad 149 mld zł, co stawia Grupę BPS w pierwszej dziesiątce największych banków w Polsce .

## Historia
Grupa BPS powstała 15 marca 2002 roku w wyniku połączenia sześciu regionalnych banków zrzeszających: Gospodarczego Banku Południowo-Zachodniego SA, Banku Unii Gospodarczej SA, Lubelskiego Banku Regionalnego SA, Małopolskiego Banku Regionalnego SA, Rzeszowskiego Banku Regionalnego SA oraz Warmińsko-Mazurskiego Banku Regionalnego SA.
W grudniu 2015 roku Komisja Nadzoru Finansowego zatwierdziła System Ochrony Zrzeszenia BPS, który poprzez stały monitoring bieżącej sytuacji Banku BPS i zrzeszonych z nim banków spółdzielczych objętych Systemem Ochrony zapewnia wsparcie jego uczestnikom w zakresie płynności i wypłacalności.